# Gilbert Desmet (1936)
Gilbert Desmet (Nazareth, 18 maart 1936 – Gent, 10 februari 1987) was een Belgisch wielrenner, professioneel actief van 1960 tot 1968.
Hij kreeg soms het volgnummer II achter zijn naam om geen verwarring te hebben met Gilbert Desmet I, tevens een tijdsgenoot. Zij werden trouwens ook zo genoemd in de media. Desmet behaalde in zijn loopbaan – bij de beroepsrenners – 16 overwinningen en reed bijna die gehele periode bij Wiel's-Groene Leeuw.

## Overwinningen
1961
- Nazareth

1962
- Deinze
- Heusden
- Oostakker
- Nazareth

1963
- Eine
- Nazareth

1964
- Omloop Mandel-Leie-Schelde te Meulebeke
- Waarschoot

1965
- Opbrakel

1966
- Deinze
- Ronde van Oost-Vlaanderen te Evergem
- Bavegem

1967
- Eine

1968
- Ronde van Oost-Vlaanderen te Evergem
- Sinaai

### Resultaten in voornaamste wedstrijden
| Jaar | Ronde van Italië | Ronde van Frankrijk | Ronde van Spanje |
| ---- | ---------------- | ------------------- | ---------------- |
| 1962 |                  | opgave              |                  |
| 1963 |                  | 44e                 |                  |
| 1964 |                  | 40e                 |                  |
| 1965 |                  | 48e                 |                  |
| 1966 |                  |                     | 31e              |
| 1967 |                  |                     | opgave           |
| 1968 |                  |                     |                  |

| Jaar | Milaan-San Remo | Gent-Wevelgem | Ronde van Vlaanderen | Luik-Bast.‑Luik |
| ---- | --------------- | ------------- | -------------------- | --------------- |
| 1962 |                 |               |                      | 34e             |
| 1963 | 71e             | 29e           |                      |                 |
| 1964 | 67e             |               |                      |                 |
| 1965 |                 |               |                      |                 |
| 1966 | 110e            | 46e           |                      |                 |
| 1967 |                 |               | 73e                  |                 |
| 1968 |                 | 92e           |                      | 38e             |